# Паделли, Даниеле
Дание́ле Паде́лли (итал. Daniele Padelli; род. 25 октября 1985, Лекко, Ломбардия) — итальянский футболист, вратарь клуба «Удинезе».

## Карьера
Свой первый профессиональный контракт Паделли подписал с «Сампдорией», однако к настоящему времени Даниеле бо́льшую часть своей карьеры провёл в аренде в других клубах и пока ещё не дебютировал в основном составе своей команды. Зимой 2007 года он на правах аренды с возможностью выкупа полгода числился в составе английского «Ливерпуля», однако, в основном, выступал за резервы. Единственный матч в первой команде «красных» он провёл 13 мая 2007 года против «Чарльтона», однако, пропустив в этой уже ничего не решавшей игре два мяча, он фактически поставил крест на своих шансах закрепиться в «Ливерпуле», и в июне того же года вернулся обратно в Италию. Сезон 2007/08 Паделли провёл в аренде в «Пизе», сезон 2008/09 вместе с партнёром по «Сампдории» Владимиром Команом вновь проводит в аренде, на этот раз выступает за клуб серии Б «Авеллино».
Паделли защищал ворота сборной Италии до 20 лет на юношеском чемпионате мира в 2005 году. В 2006 году сыграл свой единственный матч за сборную до 21 года против сверстников из Люксембурга, заменив на 62-й минуте Джанлуку Курчи.

## Достижения
«Интернационале»
- Чемпион Италии: 2020/21